# آزمایشگاه فرمی
آزمایشگاه ملی فِرمی (به انگلیسی: Fermi National Accelerator Laboratory)؛ مشهور به فِرمی‌لَب (Fermilab) یک مرکز علمی فدرال واقع در خارج از باتاویا، ایلینوی، نزدیک شیکاگو، یک آزمایشگاه ملی وزارت انرژی ایالات متحده است که متخصص در فیزیک ذرات با انرژی بالا است. از سال ۲۰۰۷، فرمی‌لب توسط اتحاد تحقیقاتی فرمی، سرمایه‌گذاری مشترک دانشگاه شیکاگو، و انجمن تحقیقات دانشگاه‌ها (URA) اداره می‌شود.
شتاب‌دهنده ذره‌ای مشهور فرمی‌لب در این آزمایشگاه قرار دارد.
سیارک ۱۱۹۹۸ فرمی‌لب به افتخار این آزمایشگاه نامگذاری شده‌است.